# Mario Tennis Aces
Mario Tennis Aces (マリオテニス エース, Mario Tenisu Ēsu) és un videojoc d'esports per a Nintendo Switch. És la vuitena entrega de la saga Mario Tennis i el primer des de Mario Tennis: Power Tour per a Game Boy Advance en incloure un mode història. El videojoc va ser anunciat en una presentació Nintendo Direct mini l'11 de gener de 2018 i va ser llançat el 22 de juny del mateix any (encara que uns dies abans va sortir una demo per provar les funcions en línia).

## Jugabilitat
La base de la jugabilitat és semblant a la present a Mario Tennis: Ultra Smash, destacant diferents tipus de llançaments. Els personatges tenen un mesurador d'energia que es pot emprear per realitzar Zone Shots, Zone Speed o Special Shots. El mesurador d'energia pot incrementar-se mitjançant piloteig o realitzant Trick Shots. Alguns llançaments, com Ultra Smash, Zone Shots i Special Shots, són capaços de trencar les raquetes. Les raquetes poden aguantar tres Zone Shots o un Special Shot abans de trencar-se, i després d'això el jugador pot substituir-la per una raqueta nova, però si aquest no té més recanvis, està obligat a retirar-se. En un moment determinat del cop, el llançament pot ser bloquejat, incrementant el mesurador d'energia del jugador i protegint la seva raqueta.
El joc també compta amb tornejos en línia així com un mode història que té lloc en una illa, que inclou diferents desafiaments.
Els personatges jugables d'entrada són Mario, Luigi, Wario, Waluigi, Peach, Daisy, Rosalina, Toad, Toadette, Bowser, Bowser Jr., Boo, Yoshi, Donkey Kong, Spike i Chain Chomp. Més personatges foren afegits cada mes, començant per juliol de 2018 i acabant el juliol de 2019: Koopa Troopa, Blooper, Diddy Kong, Birdo, Koopa Paratroopa, Shy Guy, Petey Piranha, Luma, Boom Boom, Pauline, Kamek, Dry Bones, Fire Piranha Plant i Dry Bowser.